# Бриллиантовая рука
«Бриллиа́нтовая рука́» — советская эксцентрическая комедия, снятая в 1968 году режиссёром Леонидом Гайдаем. Сценарий написан Морисом Слободским, Яковом Костюковским и Леонидом Гайдаем. В основе картины — история о том, как зарубежные контрабандисты ошибочно приняли советского туриста Семёна Семёновича Горбункова за агента-перевозчика Геннадия Козодоева. Сюжет раскручивается вокруг настойчивых, но безуспешных попыток злоумышленников вернуть себе бриллианты, спрятанные в гипсовой повязке. Образ главного героя создавался сценаристами с учётом актёрских данных Юрия Никулина, который попал в съёмочную группу без кинопроб. В фильме также участвовали Андрей Миронов, Анатолий Папанов, Нонна Мордюкова, Светлана Светличная, Станислав Чекан, Владимир Гуляев, Нина Гребешкова и другие артисты. Съёмки проходили с апреля по ноябрь 1968 года в Сочи, Адлере, Туапсе, Новороссийске, Гжатске, Павловской Слободе, на натурных объектах Москвы и в павильонах «Мосфильма». «Зарубежные сцены» снимались в Баку. При работе над отдельными сценами создатели фильма использовали комбинированные съёмки, механические спецэффекты и другие технологии.

В процессе утверждения сценария и во время съёмок по рекомендации худсовета из ленты был удалён ряд эпизодов, переозвучены или скорректированы отдельные реплики персонажей. Часть критиков весьма сдержанно отнеслась к выходу «Бриллиантовой руки». Рецензентов из числа современников Гайдая не устраивало использование режиссёром «отживших приёмов», его тяготение к «старым цирковым репризам», включение в ленту «вставных эстрадных номеров». По мнению исследователей, «Бриллиантовая рука» является пародией на советские и зарубежные кинопроизведения — в ней обнаруживается своеобразная перекличка с фильмами «Чапаев», «Разиня», «К северу через северо-запад», картинами о Джеймсе Бонде. Музыку к фильму написал композитор Александр Зацепин, автор песенных текстов («Остров невезения», «Помоги мне», «Песня про зайцев») — Леонид Дербенёв. Песни исполнили Андрей Миронов, Юрий Никулин, Аида Ведищева. Выход картины на широкий экран состоялся 28 апреля 1969 года. В течение первого года проката фильм посмотрели 76,7 миллиона зрителей. В 1970 году режиссёр Леонид Гайдай и актёр Юрий Никулин были удостоены Государственной премии РСФСР имени братьев Васильевых «за участие в создании кинокомедий последних лет», в том числе фильма «Бриллиантовая рука». Реплики персонажей пополнили словари крылатых выражений и афоризмов, привнесли в разговорную речь более двухсот киноцитат.
Нинок, люди так тяжело живут, пусть хоть посмеются.

## Сценарий
После съёмок «Кавказской пленницы» (1967) Леонид Гайдай решил отойти от жанра эксцентрической комедии и заняться экранизацией литературной классики — режиссёра, в частности, интересовали «Бег» Булгакова и «Двенадцать стульев» Ильфа и Петрова. Однако переговоры с руководством Госкино СССР по поводу этих проектов ожидаемого результата не принесли: к работе над булгаковской пьесой уже приступили кинорежиссёры Алов и Наумов, а постановка «Двенадцати стульев» в момент выхода в прокат картины Швейцера «Золотой телёнок» была сочтена преждевременной. Чтобы избежать творческого простоя, Гайдай вернулся к сотрудничеству с прежними соавторами — Яковом Костюковским и Морисом Слободским. Приступая к новой работе, режиссёр, уставший от тиражирования на экране знакомых образов, предупредил сценаристов, что тройки комических антигероев — Балбеса, Труса и Бывалого — в следующей ленте не будет.
Ветер колышет белые занавески. В углу походкой тигра ходит чёрный котёнок. Комната совершенно пуста, только посредине стоит железная кровать, на которой крепко спит Семён Семёнович. В общем, вся эта сцена пронизана духом Кафки, Годара, Алена Рене, раннего Микельанджело Антониони и позднего Самсона Самсонова.
Идею нового фильма предложил Яков Костюковский, прочитавший в журнале «За рубежом» заметку о европейских мошенниках, использовавших для перевозки ценностей гипсовые повязки, которые накладывались на месте мнимых переломов. Эта сюжетная канва с перемещением основного действия в СССР показалась режиссёру интересной, и в марте 1967 года соавторы направили на киностудию «Мосфильм» сценарную заявку с рабочим названием «Контрабандисты». Излагая концепцию будущей ленты, кинодраматурги отметили, что Юрий Никулин сыграет в ней «скромного служащего отнюдь не героического вида и нрава». В обоснование истории с ввозом золота и бриллиантов в Советский Союз они сослались на экономические издания и представили тезисы о завоевании советским рублём «солидных позиций на международной валютной арене»: «Это обстоятельство вызвало нездоровый интерес к нашей стране профессиональных контрабандистов».
Заявка на комедию «Контрабандисты» была одобрена худсоветом творческого объединения «Луч», и летом 1967 года соавторы приступили к написанию сценария. В 1970 году, уже после выхода картины, получившей название «Бриллиантовая рука», издательство «Искусство» выпустило одноимённое кинодраматургическое произведение. Сравнивая ранние авторские варианты, в том числе опубликованный, с готовым фильмом, исследователи обращают внимание на значительные расхождения между изначальным замыслом и экранным воплощением. Так, в сценарии существовали персонажи Граф («человек с располагающей внешностью») и Механик («бывший тяжелоатлет, дисквалифицированный за систематическое пьянство»). Во время съёмочного процесса они утратили прозвища и вошли в ленту как Геша Козодоев и Лёлик. Компаньоном мошенников, по ранней сценарной версии, был некий Малыш; это действующее лицо исчезло на пути к итоговой редакции картины. Герою Юрия Никулина создатели «Бриллиантовой руки» не раз меняли фамилию: вначале его звали Семён Семёнович Павлик, позже он стал именоваться Тимошкиным, затем — Горбунковым. Эффектная блондинка Анна Сергеевна была представлена в напечатанном кинопроизведении Незнакомкой; её первое появление перед Графом и Механиком описано так: «Перед ними — красавица с гордым, проницательным взглядом маркизы Помпадур, с полуоткрытым зовущим ртом Элизабет Тейлор и с соблазнительно-волнующими формами одной нашей кинозвезды, имя которой по понятным причинам мы называть не будем». Финальный эпизод, сохранившийся в опубликованном сценарии, но исключённый из картины самим режиссёром, содержал признание Надежды Ивановны Горбунковой, адресованное мужу: «Сеня, я хотела тебе сказать… Кажется, у нас будет… ребёнок».
Работа над литературным, а затем и режиссёрским сценарием продолжалась до ноября 1967 года. Во время утверждения кинодраматургической основы соавторам было рекомендовано «усилить роль милиции» и сократить сцены с участием управдома Варвары Сергеевны Плющ. Кроме того, Гайдаю пришлось удалить или подкорректировать ряд эпизодов и фраз — к примеру, в реплике Лёлика «Главное в нашем деле — социалистический реализм» слово «социалистический» было заменено на «этот самый». Была исключена и сцена с пионерами, пришедшими на банкет поздравить Шефа. В конце того же года, после завершения сценарных согласований, начался подготовительный период кинопроизводства.

## Сюжет
Агент-перевозчик контрабанды Геша, он же Геннадий Петрович Козодоев (Андрей Миронов), отправляется в зарубежный круиз на теплоходе «Михаил Светлов». Преступник по распоряжению своего Шефа (Николай Романов) должен доставить в СССР золото и бриллианты. Для выполнения задания ему нужно во время стоянки в Стамбуле найти пункт передачи контрабандного товара, находящийся под вывеской «Apotheke Chikanuk», изобразить падение и произнести пароль «Чёрт побери!».
Гешин сосед по каюте — старший экономист «Гипрорыбы» Семён Семёнович Горбунков (Юрий Никулин), впервые выехавший за границу по турпутёвке, — случайно появляется возле аптеки раньше, чем Козодоев. Не заметив валяющуюся на мостовой арбузную корку, Горбунков ступает на неё, падает, ударяется рукой и непроизвольно восклицает: «Чёрт побери!». Эти слова становятся паролем-сигналом для торговцев контрабандой — Аптекаря (Григорий Шпигель) и его помощника (Леонид Каневский). Они спрашивают Семёна Семёновича: «Руссо?», «Михаил Светлов?», и, получив утвердительные ответы, препровождают Горбункова в одно из помещений своего заведения, где Аптекарь осматривает и вправляет вывихнутую руку. От боли Семён Семёнович ненадолго теряет сознание. Придя в себя, он обнаруживает, что незнакомцы накладывают на его руку гипсовую повязку, пряча между слоями бинтов драгоценности. По возвращении на теплоход Горбунков рассказывает о происшествии капитану. В морском порту Семёна Семёновича встречает — под видом таксиста — офицер милиции Михаил Иванович (Станислав Чекан). Он предлагает Горбункову выполнить роль «подсадной утки», на которую должны выйти преступники, и даёт инструктаж относительно дальнейших действий.
Между тем перед Гешей, появившимся возле аптеки с опозданием, Шефом теперь поставлена задача по извлечению спрятанных в гипсе драгоценностей. Вначале Козодоев приглашает Горбункова на рыбалку, рассчитывая в уединённом месте оглушить его и снять повязку с «бесчувственного тела». Затем вместе с напарником Лёликом (Анатолий Папанов) Геннадий Петрович приступает к осуществлению операции «Дичь», согласно которой Семён Семёнович должен «дойти до кондиции» в ресторане «Плакучая ива». Наконец, в действие вступает обольстительница Анна Сергеевна (Светлана Светличная) — она заманивает скромного экономиста в номер гостиницы «Атлантика» и растворяет снотворное в его бокале с вином. Ни один из этих планов не выполняется в том виде, как он задумывался подручными Шефа, — все попытки добраться до «бриллиантовой руки» срываются из-за непредсказуемых реакций Горбункова. Ведя себя естественно в любых перипетиях, Горбунков в то же время хранит от коллег, соседей и бдительного управдома Варвары Сергеевны Плющ (Нонна Мордюкова) тайну о выполняемом им «спецзадании». Семён Семёнович, будучи примерным семьянином, противостоит искушениям, но его отношения с женой Надей (Нина Гребешкова) осложняются. Увидев мужа в гостиничном номере с полуобнажённой женщиной, Надя вместе с детьми уходит из дома. В финале картины раскрывается личность Шефа, который на протяжении всего действия оставался в тени. Члены группы контрабандистов пытаются скрыться от милиции на автомобиле «Москвич-408». После погони с участием поднятого в воздух вертолёта операция по их поимке завершается успехом, за исключением того, что Горбунков, выпрыгнувший из багажника поднятого вертолётом автомобиля, ломает ногу. Семья Горбунковых воссоединяется.

## Подготовительный период. Кинопробы
На подготовительном этапе формировалась съёмочная группа, проводились поиски натуры, осуществлялись кинопробы. Поскольку образ Семёна Семёновича Горбункова создавался сценаристами с учётом актёрской органики Юрия Никулина, другие претенденты на эту роль не рассматривались. Никулин, готовясь к участию в картине, заблаговременно заручился согласием администрации цирка о предоставлении ему полугодового отпуска. Кандидатами на роль Геши Козодоева были Георгий Вицин, Рудольф Рудин, Валерий Носик и Андрей Миронов, которого Гайдай видел ранее в комедии «Берегись автомобиля». Впоследствии режиссёр рассказывал, что после кинопроб с Мироновым понял: актёр найден.
На роль Лёлика пробовались Анатолий Папанов, Михаил Пуговкин и Леонид Сатановский. В числе кандидатов, которые могли бы сыграть неприметного Шефа, значились Борис Рунге, Павел Шпрингфельд и Николай Романов. В кинопробах на роль Анны Сергеевны участвовали, помимо Светланы Светличной, Эве Киви, Людмила Максакова и Лилия Юдина. Среди актрис, способных воплотить на экране образ управдома Варвары Сергеевны Плющ, создатели фильма рассматривали Нонну Мордюкову, Татьяну Гаврилову, Людмилу Шагалову, Нину Агапову и Клару Лучко. Конкурса не избежала и жена Гайдая Нина Гребешкова — она пробовалась на роль Надежды Горбунковой вместе с Ией Саввиной.
На съёмки в «Бриллиантовой руке» были приглашены и непрофессиональные исполнители. Эпизодическую роль экскурсовода туристической группы, сопровождавшего советских путешественников в круизе, сыграла жена Юрия Никулина — Татьяна. В картине участвовал также сын Никулиных Максим — он появился на экране в образе мальчика с рыболовным сачком (сцена «на острове»). Образ «мрачного типа», которого Горбунков встретил в подземном переходе, создал журналист Леонид Плешаков. По воспоминаниям журналиста, их знакомство с Никулиным произошло в редакции «Комсомольской правды». В тот же в день в редакционном буфете артист поинтересовался у Плешакова, есть ли у него волосы на груди, после чего предложил сняться в «Бриллиантовой руке» — съёмочной группе нужен был для эпизода «огромный дядька в расстёгнутой рубахе и с черепом на груди». В качестве вознаграждения за работу журналисту было обещано интервью с Никулиным. Дмитрий Николаев, сыгравший сына Горбункова, попал в картотеку «Мосфильма» благодаря жившей в его доме собаке, которую часто привлекали для съёмок в кино. «Жрицу любви», с которой сталкиваются Горбунков и Козодоев во время самостоятельной экскурсии по старому городу, сыграла Виктория Островская — диспетчер автобазы Минприбора, случайно замеченная на улице из-за колоритной внешности (типаж «аппетитная толстушка»).
В марте 1968 года худсовет обсудил результаты кастинга. Мнения членов худсовета были разноречивыми: если актёр Виктор Авдюшко и режиссёр Леонид Гуревич сочли, что на роль Шефа больше подходит Шпрингфельд, то соавторы сценария Морис Слободской и Яков Костюковский отдали предпочтение Романову. Редактор Борис Кремнев высказал претензии к пробам Мордюковой («Фельетонность возведена в абсолют»), а его коллега А. Степанов выразил недовольство в связи с актёрским стилем Миронова: «Он всё ещё кривляется». Режиссёру Элему Климову не понравились ни Шеф, ни Аптекарь, ни претендентки на роль Незнакомки — Анны Сергеевны: «Им не надо играть соблазнительниц». По словам директора творческого объединения «Луч» Исаака Бица, режиссёр, проводивший отбор актёров, «поленился. Это не пробы эксцентрической комедии». Присутствовавший на обсуждении Гайдай поблагодарил коллег за критику: «Многое, сказанное здесь, правильно. Спасибо. В Незнакомках у меня самого уверенности нет. Надо, видимо, ещё искать».
На подготовительном этапе режиссёр вместе с оператором Игорем Черных и директором фильма Аркадием Ашкинази занимались также поисками площадок для натурных съёмок — создатели фильма побывали в Узбекистане, Азербайджане, Крыму. В итоге было решено, что в образе Стамбула предстанет Баку. На роль южного портового города, в котором проживают герои картины, были выбраны Сочи и Адлер.

## Съёмки

### Объекты и площадки

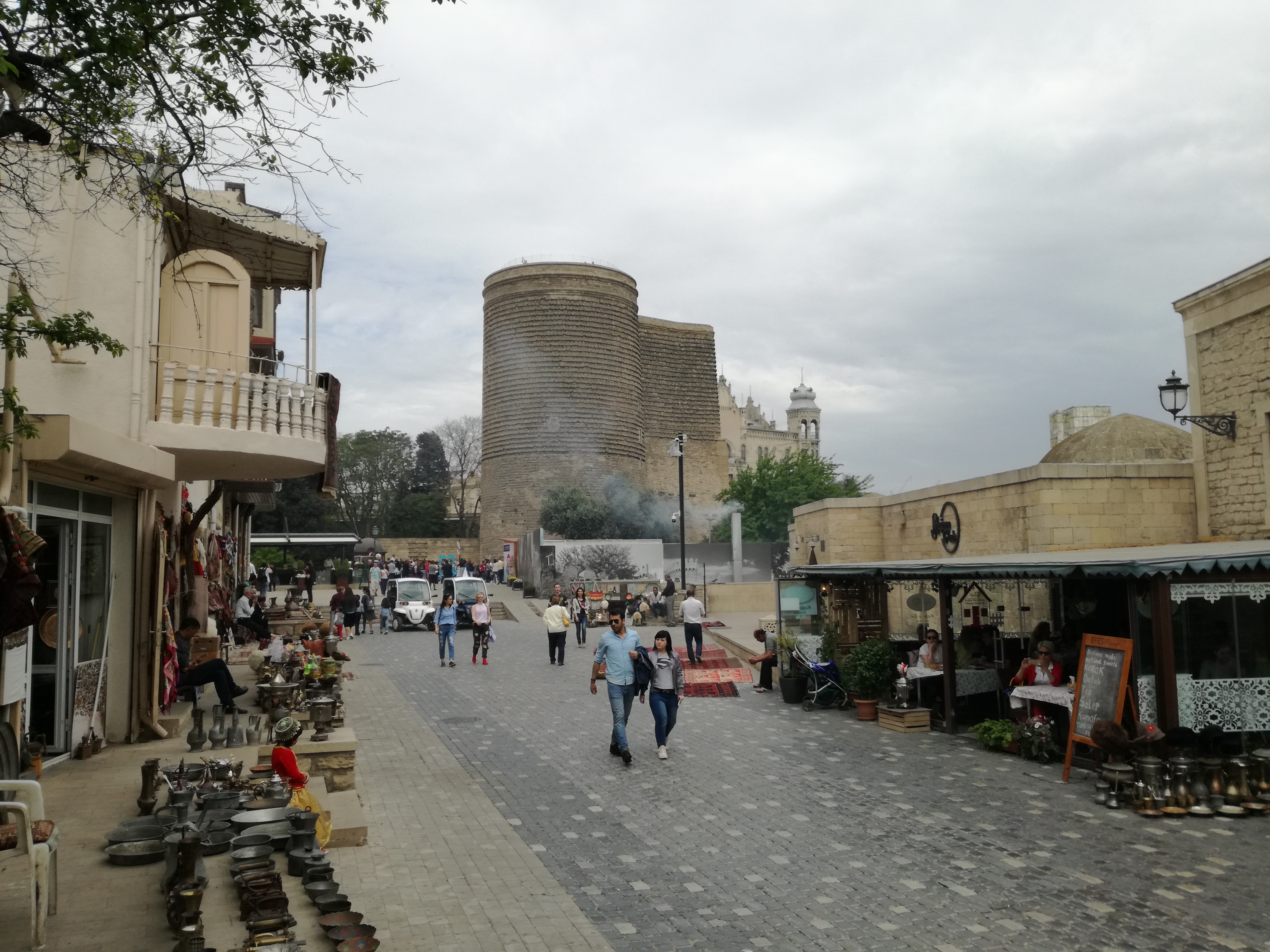
Баку. Улица Асафа Зейналлы

Съёмки «Бриллиантовой руки» начались 25 апреля 1968 года в одном из павильонов «Мосфильма». С мая по июль киногруппа работала на южных натурных объектах. В Сочи специально для сцены, в которой происходит очное противостояние Горбункова с Козодоевым и Лёликом, была возведена автомойка; впоследствии создатели картины передали её городу для эксплуатации. Съёмки «хрущёвки», где проживали Горбунковы (в фильме это дом № 21 на Морской улице), проходили на улице Донской, находящейся в одноимённом сочинском микрорайоне. В «роли» теплохода «Михаил Светлов» выступил принадлежавший Черноморскому морскому пароходству пассажирский лайнер «Победа». Сцену рыбалки у Белой скалы снимали около скалы Киселёва. Небольшой остров, на который по сюжету попадает Геша, находился в двух километрах от туапсинского пляжа. По воспоминаниям очевидцев, на призывы героя «Помогите! Спасите!» отреагировали не только курортники, но и спасательные службы, оперативно прибывшие на катере к месту «происшествия». А вот эпизод, в котором утянутый Лёликом в море Козодоев «идет по воде» вслед за «божьим отроком», снимали уже не в Туапсе, а в Новороссийске, на Суджукской косе.
В конце лета состоялись киноэкспедиции в подмосковное село Павловская Слобода и город Гжатск, расположенный в Смоленской области, — там шла работа над так называемыми «лесными сценами», в том числе вертолётными. Во второй половине сентября проходили съёмки «стамбульских» эпизодов в Баку. Большая часть «зарубежных» кадров была отснята в историческом районе города Ичери-шехер и окрестностях. По свидетельству оператора комбинированных съёмок Всеволода Якубовича, некоторые общие планы города снимались с использованием макетов, маскирующих реальные здания (применялись, в частности, макеты мечети и минарета).
Часть площадок располагалась в Москве. Так, в качестве тёмного перехода, где происходит встреча Горбункова с «мрачным типом», киногруппа использовала подземный туалет на Ленинском проспекте. Сцену с субботником, во время которого Шеф находит в земле коробку с драгоценностями, снимали на пустыре в Кунцеве. Интерьеры квартир Шефа, Геши Козодоева и семьи Горбунковых были созданы в павильонах киностудии. Там же снимался эпизод в ресторане, где Семён Семёнович исполнял «Песню про зайцев».

### Трюки. Импровизации. Реквизит

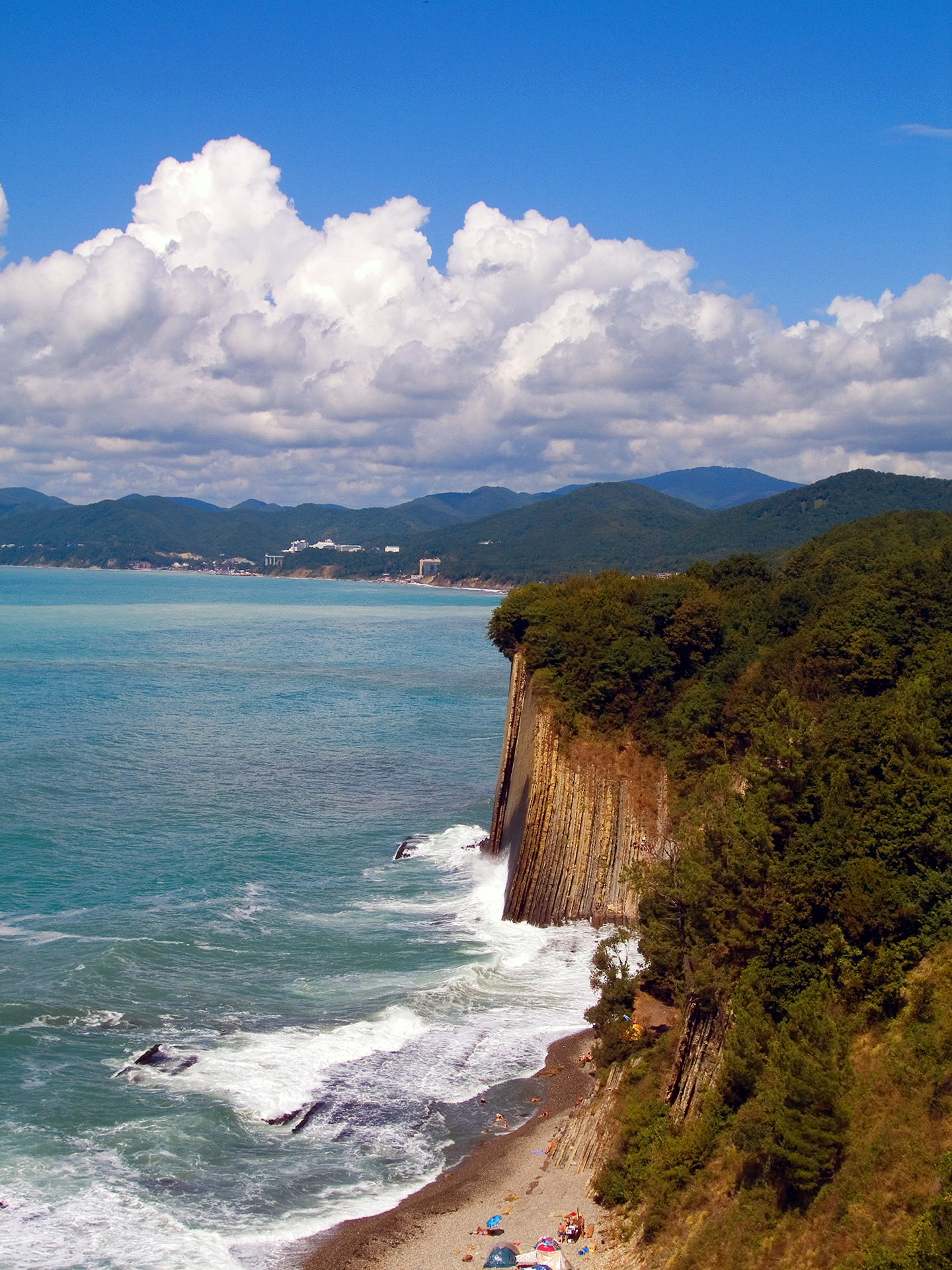
Возле скалы Киселёва снимались сцены рыбалки

Эффект «нимба», достигнутый оператором Игорем Черных

Перед началом очередного съёмочного дня Гайдай не только выстраивал мизансцены, но и создавал рисунок каждой роли. Тщательная режиссёрская подготовка не исключала, однако, актёрских импровизаций: работа на площадке обычно начиналась с так называемых «эмоциональных разминок», во время которых артисты предлагали изобразительные и иные средства, раскрывающие характер персонажей. При этом актёрские находки проходили через «строгий внутренний отбор» режиссёра, избыточность вариантов могла им пресекаться. По свидетельству кинокритика Ларисы Ягунковой («Советский экран», 1968, № 16), написавшей репортаж о съёмках «Бриллиантовой руки», в июне 1968 года она присутствовала на площадке во время репетиции эпизода «На автомойке». Герой Юрия Никулина, пытаясь уйти от преследующих его контрабандистов, в панике нажимает на моечные рычаги и кнопки; эта сцена, как утверждала Ягункова, являлась своеобразной иллюстрацией к двустишию из сказки Корнея Чуковского «Мойдодыр» (1923): «И сейчас же щётки, щётки затрещали, как трещотки». Отнюдь не все действия и движения актёров впоследствии вошли в картину, однако репетиция с элементами импровизации раскрепостила киногруппу и помогла ей «настроиться на „нужную волну“».
Иногда в ленту попадали «невольные» экспромты. Так, во время съёмок эпизода «Клёв» Анатолию Папанову приходилось много времени проводить в довольно прохладной воде (около 8 градусов). Когда было объявлено об очередном дубле, потому что прежняя попытка запечатлеть необходимый фрагмент не удалась «по техническим причинам», артист не сдержался и адресовал ассистенту режиссёра реплику: «Идиот!». Этот возглас показался Гайдаю органичным в контексте снимаемой сцены, и постановщик сохранил его в картине. Точно так же режиссёр поступил в Баку, когда обнаружилось, что в кадр постоянно попадает не задействованный в сюжете ишак. Сначала создатели ленты пытались переснимать сцены с непрошеным «персонажем»; затем Гайдай решил, что он добавит сценам колорита. Другие животные (верблюд в «заграничном» эпизоде, кот в кошмарном сне Геши Козодоева) были задействованы создателями фильма сознательно — почти как самостоятельные артисты.
Во время работы над отдельными эпизодами киногруппа использовала комбинированные съёмки, механические спецэффекты и другие технологии. Так, значительная часть сцены с уплывающим на подводном аппарате Лёликом снималась операторами комбинированных съёмок в небольшом водоёме; для этого трюка были изготовлены специальные латексные фигурки, имитирующие тела Анатолия Папанова и Андрея Миронова. Ещё один манекен — с лицом и фигурой Юрия Никулина — использовался в финальной части картины, когда пленник контрабандистов — Семён Семёнович Горбунков — выпадает из багажника взлетевшей в воздух машины. Обнаружение этого манекена в кладовке с реквизитом уборщицей гостиницы «Горизонт» в Адлере, где проживала съёмочная группа (в фильме это гостиница «Атлантика»), привело к появлению слухов о смерти актёра. Для эпизода с участием юного Максима Никулина, герой которого шагает «по воде, аки по суху», на небольшой глубине была закреплена доска — именно по ней двигался мальчик с сачком. Мотоцикл с коляской «Ява-250» был позаимствован у местных жителей, а не умевшего им управлять Миронова в ряде сцен заменял загримированный владелец транспортного средства.

Устройство Игоря Черных для внесения оптического искажения в процессе съёмки

Перед съёмками сцены в гостиничном номере, когда усыплённый Горбунков видит в дверном проёме кружащиеся лица, оператор картины Игорь Черных подготовил специальную конструкцию. По его словам, это была «рама в полстола, в ней два круга с плексигласом, которые бегают на роликах. <…> Электромотор вращал эти стёкла в разные стороны». Благодаря этому устройству изображение в кадре получалось искривлённым — то есть, как сказано в сценарии, «лица превращались в мелькающие блики». Другими изобретениями Игоря Черных были шкатулка на пружинках, которую Семён Семёнович преподносит Варваре Сергеевне Плющ в качестве сувенира, и «нимб» над головой шагающего по воде мальчика. «Нимб» был сделан из проволоки и битых ёлочных игрушек и снимался с помощью специальных световых фильтров. Для осуществления подводных съёмок оператор, окончивший курсы водолазов, изготовил герметичный акриловый бокс для кинокамеры — в те годы подобного штатного оборудования на киностудиях СССР ещё не было.
Съёмки кадров с использованием подъёмного крана, переносившего Горбункова со сломанной ногой из машины, из-за технической ошибки едва не закончились серьёзной травмой — крюк сильно ударил актёра по голове. Цирковая подготовка помогла Никулину закончить работу в этом эпизоде, который был снят без дублей.

### Обсуждение рабочих материалов
Работа над фильмом «Бриллиантовая рука» проходила под контролем худсовета творческого объединения «Луч». 9 августа 1968 года его члены собрались для обсуждения предварительных материалов. На заседании прозвучало немало критических замечаний. Режиссёр Александр Столпер, признав, что в будущем фильме есть «прекрасные находки», отметил, что «его [Никулина] пугливость, вся история с семьёй — всё это не очень интересно». Киновед Майя Туровская назвала слабыми сцены с Мордюковой: «Её очень много, и она не смешна». У Эльдара Рязанова просмотр рабочих материалов «вызвал тревогу»: «У меня осталось ощущение некоторой чересполосицы».
В том же ключе проходил обмен мнениями 21 октября, когда почти вся картина была уже снята. Члены худсовета упрекали Гайдая за «неинтересное решение» роли управдома, «беготню по тупику Миронова», растянутое «закрывание замков в квартире Шефа», долгий проезд на рыбалку. Эльдар Рязанов, упомянув, что в целом «картина получается», констатировал, что «затянуто всё, почти каждый эпизод». Особое недовольство Рязанова вызвала сцена на пароходе с участием поющих Миронова и Никулина. Режиссёр в ответном слове пообещал подумать над сокращениями и серьёзно отнестись к монтажу ленты. Съёмочная часть работы над картиной была окончена 31 октября 1968 года.

## Режиссёрская работа

Леонид Гайдай (второй справа) на съёмках эпизода в аптеке «Чиканук»

Фильм создаётся ещё задолго до съёмочной площадки — в воображении режиссёра. Я, например, заранее как бы мысленно «вижу» фильм. И работаю трудно, начиная с литературного сценария. Уже здесь начинаются поиски. И везде мы ищем смешное. <…> Правда, бывают неожиданности — смех там, где я не предполагал. <…> Правду сказал Аристофан, древний грек-комедиограф: «Своенравна комедии муза…»
В киногруппах Гайдая работа над очередным фильмом нередко начиналась с коллективного просмотра фильмов Чарли Чаплина. Пристрастное отношение к работе мастера немого кинематографа объяснялось тем, что художественный почерк режиссёра формировался в 1950-х годах, когда в обществе обозначилось возрождение интереса к эксцентрической комедии. В ту пору стали выходить фильмы, рассказывающие о творчестве Чарли Чаплина, Бастера Китона, Гарольда Ллойда и других комиков, работавших в первых десятилетиях XX века. Гайдай, восприняв их опыт, начал снимать картины, наполненные жизнерадостной энергией и изобилующие трюками, гэгами, клоунадой; из немого кино в его ленты переместились и образы-маски (Трус, Балбес и Бывалый).
В «Бриллиантовой руке» режиссёр решил отказаться от троицы комических антигероев, но персонажи, занявшие их место, — Лёлик, Козодоев и Горбунков — получились не менее колоритными. Интрига в гайдаевской истории сплетается за счёт такого приёма, как несоответствие замысла его реализации. Персонажи-контрабандисты пытаются вернуть драгоценности с помощью хитроумных схем, но их планы разбиваются о непредсказуемые реакции простодушного и наивного Семёна Семёновича. Горбунков (как и Шурик в предыдущих лентах Гайдая) внутренне близок самому режиссёру; по словам киноведов Анатолия Волкова и Натальи Милосердовой, этот персонаж «наиболее полно воплощает его альтер эго». Как вспоминал Юрий Никулин, Гайдай даже внешне производил впечатление предельно скромного человека и, сохраняя самообладание в самых сложных съёмочных обстоятельствах, никогда не требовал для себя особых условий: «Рядом его неизменный портфель, в котором всегда была бутылка минеральной воды и пожелтевшая пластмассовая чашка. Как и палка-трость, она всегда с режиссёром».
Киновед Михаил Брашинский отмечал, что в числе особенностей творческого почерка Гайдая был «уникальный дар ритмической организации пространства». Современники порой воспринимали его как режиссёра, способного работать только с эксцентрическими приёмами и трюками. Однако в ситуациях, когда приходилось выбирать «между „кино“ и „комедией“», режиссёр предпочитал кино. Так, во время монтажа «Бриллиантовой руки» Гайдай ради «ритмической чистоты» порой жертвовал острыми комедийными кадрами, комментируя свои действия шуточной жалобой: «Плачу, но режу». Эксцентрика в чистом виде, без примеси иронии или пародии, режиссёру, как правило, не удавалась, поэтому в «Бриллиантовой руке» сцена с финальной погоней — «самая слабая в картине», считает Брашинский.
По мнению кинокритика Сергея Кудрявцева, Гайдай стал одним из новаторов «в области внедрения эротики» на советском экране. Если в комедиях с участием Любови Орловой и Марины Ладыниной любовные отношения подчас сводились к условной формуле «он, она и трактор», то Гайдай предлагал зрителям «максимум „эротического“ шика, доступного жителю СССР». В «Операцию „Ы“» режиссёр включил сцену раздевания Шурика и Лиды; в «Кавказской пленнице» показал женскую притягательность поющей и танцующей Нины; в «Бриллиантовой руке» продемонстрировал «соблазняющий стриптиз» в исполнении героини Светланы Светличной. Киновед Сергей Добротворский считал, что «природа эротизма» в картинах Гайдая близка хичкоковской, а пластика его героинь сродни танцевальным движениям одалисок.

Немыслимо, но Гайдай вовлёк в эротическую игру саму Нонну Мордюкову. Правда, опосредованно, через бред, галлюцинацию, ступор. «Наши люди на такси в булочную не ездят»… «Хорошо бы… Пива!» — «Только вино!»— Сергей Добротворский

## Сдача фильма. Премьера

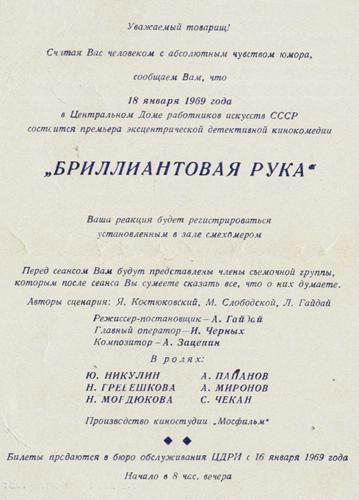
Приглашение на премьеру фильма в ЦДРИ 18 января 1969 года

- Леонид Гайдай — около 5000 рублей (режиссура) и 2000 рублей (сценарий)
- Юрий Никулин — более 5000 рублей
- Андрей Миронов — 1900 рублей
- Анатолий Папанов — 2200 рублей
- Нонна Мордюкова — 1500 рублей
- Нина Гребешкова — 800 рублей
- Светлана Светличная — 350 рублей

В конце ноября 1968 года фильм, уже практически завершённый и готовый к сдаче, был вновь представлен худсовету творческого объединения. На сей раз работа Гайдая была более благожелательно оценена участниками обсуждения; тем не менее, на заседании опять звучали критические замечания. К примеру, Александр Столпер, назвав смонтированную и озвученную картину «очень интересной», выделил наиболее удачные, с его точки зрения, сцены: это идущий по воде мальчик с сачком, танец управдома, погоня. В то же время Столпер указал, что в «Бриллиантовой руке» остались моменты, которые показались ему неубедительными. К ним режиссёр отнёс всю сюжетную линию, связанную с семьёй Горбунковых, а также образ Варвары Сергеевны Плющ: «В ней не хватает изысканного гротеска». По мнению оператора киностудии Петра Емельянова, песня, исполняемая героем Никулина, «могла бы быть богаче». Эльдара Рязанова, отметившего, что фильм «великолепно оформлен и подан», не устроил эпизод с участием Миронова на теплоходе — «это чисто вставной номер». По признанию Гайдая, он сам понимал, что сольное выступление Геши Козодоева слабо связано с основным действием, однако не стал вырезать эту сцену из-за яркого «танцевально-песенного исполнения».
На следующих этапах состоялась демонстрация «Бриллиантовой руки» дирекции «Мосфильма» и руководству Госкино СССР. По сведениям режиссёра Саввы Кулиша, во время приёмки картины в комитете по кинематографии его председатель Алексей Романов обратил внимание на «чудовищный атомный взрыв», завершающий вторую серию. Гайдай на вопрос о предназначении этих кадров пояснил, что они необходимы для показа «всей сложности нашего времени». Романова, по словам Кулиша, такая трактовка не устроила: «Какая сложность времени? Обыкновенная комедия. Вообще там у вас и про дикарей, про чёрных снаружи и добрых внутри, и про пьянство, и какой-то секс, и голые бабы. Что, вы там с ума посходили на „Мосфильме“?». Взяв трёхдневную паузу для размышлений, режиссёр в итоге согласился исключить из ленты сцену со взрывом. После этого инцидента других претензий к «Бриллиантовой руке» предъявлено не было.

Я думаю, это была единственная картина Гайдая, почти не пострадавшая от цензорского надзора. <…> Гениальность Леонида Иовича состояла в том, что он специально вклеил в финал сцену атомного взрыва, которой поверг начальство в такой ужас и изумление, что они забыли обо всём остальном.— Савва Кулиш
В конце декабря 1968 года фильму присвоили первую категорию и выдали разрешительное удостоверение. 28 апреля 1969 года он вышел на экраны страны в количестве 2079 копий. В течение первого года проката его посмотрели 76,7 миллиона зрителей.
В 1970 году режиссёр Леонид Гайдай и актёр Юрий Никулин были удостоены Государственной премии РСФСР имени братьев Васильевых «за участие в создании кинокомедий последних лет», в том числе фильма «Бриллиантовая рука».

## Персонажи

### Семён Семёнович Горбунков
Идея невольной подмены, когда неприметный персонаж вынужден играть не свойственную себе значительную роль, не раз использовалась и Чарльзом Чаплином, и Бастером Китоном, перед которыми Гайдай, конечно, преклонялся всю жизнь.

Семён Семёнович в сцене встречи со «жрицей любви»: «Она меня куда-то зовёт, что-то случилось»

В одном из интервью, сделанном во время съёмок, Гайдай сообщил, что ещё до начала работы над картиной её создатели взяли установку на максимальный уход от «питкинизма» — так режиссёр называл приверженность отдельных кинематографистов к надуманным, нереальным положениям в стиле мистера Питкина. Поэтому образ главного героя в «Бриллиантовой руке» вполне достоверен — это обычный человек, попавший в необычные обстоятельства. Он ведёт себя естественно и в момент прощания с близкими на берегу, перед отправлением в зарубежный круиз, и во время пребывания за границей. Когда к Семёну Семёновичу на улице обращается с темпераментной речью «жрица любви», герой с готовностью откликается на призыв незнакомки: «Она меня куда-то зовёт, что-то случилось». В этом эпизоде у Горбункова, по замечанию киноведа Марка Зака, «срабатывает рефлекс положительности».
Обыкновенность героя проявляется и в диалоге с милиционером Михаилом Ивановичем, предлагающим Горбункову поучаствовать в операции по изобличению контрабандистов. Наивный и простодушный Семён Семёнович — не агент 007, он, скорее, «агент поневоле», попавший вне своего желания в криминальную историю. Отсюда — его откровенное признание: «Я не трус. Но я боюсь». Теперь природная доверчивость героя вступает в противоречие с его же подозрительностью. Горбункова пугают ночные тени, в каждом прохожем ему видится преследователь, в сознании периодически возникает «тревожная басовая нота». Состояние персонажа, по словам Марка Зака, выдаёт пластика: «Голова несколько уходит в плечи, гипсовая рука слегка отводится назад, готовая к удару». По мере развития сюжета герой обретает опыт, и доверчивость одерживает верх над мнительностью.
Контрабандисты приготовили для Семёна Семёновича ряд испытаний. Первая «проверка» происходит на рыбалке у Белой скалы. Этот эпизод поделён на подводные кадры («аквалангист» Лёлик нанизывает рыбу на крючок) и береговые. Горбунков, воодушевлённый удачным клёвом, не чувствует опасности, исходящей от Геши. Сцена построена как своеобразный «пантомимический поединок», в ходе которого любителя рыбной ловли спасает вдохновение: размашистость его движений не позволяет стоящему сзади Козодоеву нанести точный удар. Испытания продолжаются в ресторане «Плакучая ива», где создан максимум условий для того, чтобы поразить воображение малопьющего экономиста: музыка, бассейн, живые лебеди, щедрый заказ, сделанный Геннадием Петровичем. Тест на трезвость Горбунков, вероятно, не проходит, но даже в состоянии опьянения он действует вопреки планам контрабандистов. Герой направляется к эстраде, чтобы исполнить «Песню про зайцев». Стихийный порыв Семёна Семёновича по-разному трактуется киноведами. Если Марк Зак считает, что в этом эпизоде победило присущее герою «лирическое начало», то Сергей Кудрявцев видит в действиях Горбункова его «индивидуальный кураж», своеобразный «выход за пределы регламентированного социального существования», весьма актуальный для советской интеллигенции в 1968 году. Затем следует испытание на супружескую верность с участием «инфернальной блондинки» Анны Сергеевны; искушение «со стриптизом» примерный семьянин Семён Семёнович также выдерживает.
Большинство исследователей отмечало, что способность противостоять обстоятельствам связана с положительностью Горбункова, его бесхитростностью и простодушием. Особое мнение на этот счёт излагала киновед Елена Бауман. По её словам, умение не поддаваться «наваждению» обесценивается из-за того, что во всех сложных ситуациях герой был подстрахован: «Так ли уж велика его стойкость против ряда соблазнов и его храбрость в трудные минуты, если он-то в отличие от нас всегда знал, что по его пятам идёт милиция». Своеобразная полемика возникла у критиков и в связи с исполнением роли Семёна Семёновича. К примеру, Иван Фролов писал, что Юрий Никулин, войдя в предыдущих лентах Гайдая в образ Балбеса, так и не смог избавиться от этой маски. Разница между Горбунковым и представителем комической троицы заключается в том, что «раньше он был олухом чёрствым и невезучим, а здесь он стал обалдуем добрым, доверчивым и, главное, удачливым». С этим мнением не согласился киновед Дмитрий Писаревский, отмечавший, что герой Никулина «совершенно не похож на ранее найденную комедийную маску». В работе актёра над ролью Горбункова соединились цирковой опыт, любовь к эксцентрике и участие в психологических драмах — таких, как «Ко мне, Мухтар!» и «Когда деревья были большими», утверждал Писаревский.

### Геша Козодоев

Геша Козодоев «в мотыльково-летящем ритме» исполняет песню «Остров невезения»

…Мне трудно смириться с мыслью, что для многих зрителей, я это знаю, высшее моё достижение в кино — это фильм «Бриллиантовая рука». Ну мне это очень горько осознавать.
После выхода «Бриллиантовой руки» некоторые критики сравнивали Андрея Миронова с американским актёром немого кино Гарольдом Ллойдом — и тот, и другой отличались элегантностью, способностью к эксцентрическим импровизациям, готовностью работать над трюками, умением не бояться выглядеть смешно. Среди образов, созданных Ллойдом, был франтоватый персонаж-недотёпа, постоянно попадавший в нелепые ситуации. Геша Козодоев, сыгранный Мироновым, оказался ментально ему близок. В сценарии Геннадий Петрович изначально именовался Графом. Иронический подтекст, вложенный в прозвище героя, предполагает его претензии на аристократизм, уверенность в собственной неотразимости, внешнюю щеголеватость. При этом, с готовностью включаясь в очередной авантюрный проект, Геша обычно оказывается в проигрыше. Актёр нашёл для Козодоева весьма эффектное движение, демонстрирующее его «величественность»: надменный взмах головой, во время которого волосы откидываются назад. Однако почти всегда, гордо отбросив чёлку, герой ударяется затылком о какой-нибудь предмет — и на лице «победителя жизни» появляется почти детская обида. По словам искусствоведа Константина Рудницкого, «такие мгновения рефреном идут через всю роль».
Демонстрацией крайностей, заложенных в образе Геши («джентльмен удачи» и «растяпа»), являются два прохода персонажа. Во время первого Козодоев легко и грациозно движется по палубе лайнера «в мотыльково-летящем ритме». Во время второго отчаявшийся герой плутает в переулках портового города, опаздывая на встречу с торговцами контрабандой. Его метания тоже напоминают танец, но совершенно иной — «растерянный, аритмичный, глаза смотрят в одну сторону, ноги по инерции ещё мчатся в другую, повороты внезапны и как-то сомнительны». Подобные эпизоды соответствуют «гарольд-ллойдовской теме злоключений счастливчика», утверждал Рудницкий. При этом даже в самых несуразных ситуациях Козодоев пытается сохранять аристократические манеры. Свидетельством тому — сцена, когда после провала операции «Дичь» Геша покидает квартиру Шефа с явным следом от полученной оплеухи. Несмотря на то, что одно ухо героя увеличено в размерах, Козодоев перед уходом извиняется за проступок «изящным офицерским кивком».
Если теневая деятельность Геши связана с перевозкой контрабанды, то легально он работает манекенщиком. Во время показа моделей одежды герой выходит на подиум в летнем комбинированном костюме «Универсал-69». Но даже полученная за этот комплект поощрительная премия в Житомире не спасает Козодоева от фиаско: его брюки не желают превращаться в «элегантные шорты». Пляжный ансамбль был пошит для роли Андрея Миронова в костюмерной мастерской киностудии «Мосфильм». Блестящий дакроновый пиджак, в котором Геннадий Петрович отправляется в заграничную поездку, создатели картины приобрели в магазине «Берёзка», расплатившись за него чеками.
В числе комических приёмов, использовавшихся при создании образа Геши и демонстрирующих абсурдность его действий, исследователь Мария Гитис называет различие между зрительным и звуковым восприятием. Это проявляется, в частности, в сцене возле острова, где Козодоев встречает мальчика, шагающего по воде. Комический эффект достигается за счёт контраста: «увидев» над головой ребёнка нимб, Геша обретает «возвышенное настроение» и начинает следовать за мальчиком под звуки духовной музыки, при этом в качестве своеобразной хоругви он использует палку с трусами Лёлика.
Критики по-разному оценили работу Андрея Миронова в «Бриллиантовой руке». Киновед Елена Бауман увидела в роли Геши Козодоева только «серию эксцентрических аттракционов», во время которых герой предстаёт в разных ипостасях — то он авантюрист, то недотёпа, то исполнитель эстрадных номеров. Критик Дмитрий Писаревский отметил «виртуозность, лёгкость и пластику» актёра, сумевшего раскрыть «нутро модного щёголя и лоботряса».

Роль сделана актёром в лёгких, порхающих ритмах, в быстрой смене музыкальных движений и поз, похожих на «па» непрерывного танца, который кружит Гешу по жизни. Согласитесь, что несколько неожиданна трактовка образа, озаглавленного старинным словечком «контрабандист». Но она пришлась впору этой фигуре с модным стрекозиным силуэтом, внутри которого укладываются и басенный персонаж, и вполне реальный фарцовщик.— Марк Зак

### Лёлик

Дуэт Миронова и Папанова в сцене «Шампанское по утрам пьют или аристократы, или дегенераты»

Персонаж Анатолия Папанова Лёлик является в фильме напарником Геши — героя Андрея Миронова. Это был не первый опыт совместного участия двух артистов в кино — в 1966 году они уже выступали как сатирический дуэт в картине Эльдара Рязанова «Берегись автомобиля». В ленте Рязанова тандем двух персонажей (воспитанный продавец-спекулянт Дима Семицветов и его тесть, грубый отставник-солдафон Сокол-Кружкин) создавался по принципу «соединения несоединимого».
Те же разнополюсные типажи действуют и в «Бриллиантовой руке». При этом в фильме Гайдая контраст между характерами героев усиливается и «пародийно сгущается»: претендующему на некую утончённость и аристократизм Геше противостоит циничный, «дубоватый» Лёлик. Существуют разные версии, связанные с «закадровой» деятельностью персонажа Папанова. По словам киноведа Анатолия Волкова, Лёлик — не только главный помощник Шефа, его правая рука, но и рецидивист и, возможно, «вор в законе». Согласно трактовке исследователя Святослава Демьяненко, этот герой мог быть отставным военным разведчиком (отсюда его умение работать с картами во время планирования операций и иные навыки), оказавшимся не у дел после хрущёвской военной реформы. В группе контрабандистов Лёлик является не только стратегом и тактиком, непосредственно разрабатывающим планы, — он, обладая значительной властью, выполняет и «карательные функции» — прежде всего, по отношению к проваливающему все операции Козодоеву.
Реплики Лёлика, адресованные Геше, стали афоризмами. Когда страдающий от похмелья Козодоев пытается «подлечиться» с помощью шампанского, персонаж Папанова отбирает у него бутылку со словами: «Шампанское по утрам пьют или аристократы, или дегенераты». Чуть позже, откликаясь на желание Геннадия Петровича отсрочить визит к Шефу, чтобы «принять ванну, выпить чашечку кофе…», Лёлик угрожающе произносит: «Будет тебе там и ванна, будет и кофэ, будет и какава с чаем».
После того, как три операции с участием Геши завершились безрезультатно, Шеф решает заменить исполнителя. В роли таксиста, которому нужно вывезти Горбункова за город, выступает загримированный Лёлик. Поначалу он держится самоуверенно, однако привычная развязность героя исчезает, когда Семён Семёнович вступает с ним в диалог. В ходе разговора выясняется, что «бриллиантовый олух Сеня» прекрасно осведомлён о содержимом своего гипса и об охоте контрабандистов за драгоценностями. На глазах у зрителя происходит «мучительный процесс прозревания» Лёлика. Лишь после телефонного разговора с Шефом персонаж Папанова несколько успокаивается и обретает прежнюю самонадеянность. Несмотря на то, что напарники Геша и Лёлик являются преступниками, они не вызывают у зрителей неприязни. Как отмечал Анатолий Волков, «жулики в комедии Гайдая совсем не страшные».

Секрет, как мне кажется, кроется в актёрской трактовке роли. И Анатолий Папанов, и Андрей Миронов играют не бандитов-рецидивистов и даже не жуликов-проходимцев, — они играют, со свойственным им изяществом и юмором, недалёких провинциалов-любителей, воображающих себя матёрыми уголовниками или утончёнными аристократами… Эта весёлая и не очень серьёзная игра в мафиози, пронизывающая их образы, начисто снимает налёт натурализма и правдоподобия.— Анатолий Волков
Сам Анатолий Папанов признавался, что не слишком доволен своей работой в «Бриллиантовой руке». По словам актёра, ему хотелось создать «характер гротесковый, лобовой, примитивный». Результат не показался артисту убедительным. Претензии к персонажу выразила и киновед Елена Бауман, которая заметила, что Лёлик — это просто «мрачный громила», участие которого в сюжете ограничено динамическими эпизодами — погонями и рукопашными схватками. Несмотря на недовольство актёра этой ролью, она получила своеобразное продолжение в мультипликационном сериале «Ну, погоди!», где в голосе Волка, озвученного Анатолием Папановым, слышатся интонации Лёлика.

### Варвара Сергеевна Плющ

Варвара Сергеевна оповещает общественность о товарищеском суде

Нонна Мордюкова, рассказывая об участии в «Бриллиантовой руке», признавалась, что её сотрудничество с Гайдаем складывалось непросто. Режиссёр требовал, чтобы актёры не только заучивали текст сценария, но и придумывали разные варианты создания образа. Поэтому на съёмочной площадке свободнее себя чувствовали артисты «с большой фантазией» — такие, как, например, Анатолий Папанов. По словам актрисы, при работе над ролью управдома она взяла за основу черты соседки, с которой в молодости проживала в одном бараке, — та отличалась назидательностью и стремилась осуждающим тоном комментировать любые слова или поступки окружающих. В свою очередь, сценарист Яков Костюковский рассказывал, что прообразом Варвары Сергеевны послужила супруга одного известного журналиста — «идеологическая сука по фамилии Плющ». «Товарищ Плющ», по утверждению Костюковского, — это его «самая большая удача» как сатирика.
Варвара Сергеевна Плющ идейно выдержанна, наступательна, бдительна; она следит за моральным обликом жильцов и считает, что именно «управдом — друг человека». «Жэковская» общественница считает товарищеский суд мерой общественного воздействия на «морально-бытовых разложенцев», даёт хлёсткие характеристики и тем, кого считает нарушителями нравственных норм («Позор пьянице и дебоширу Горбункову С. С.!»), и их защитникам: «А вы кто будете, Миша? Всё понятно! Собутыльник! А ну-ка, Миша, топай до хазы!». Лотерейные билеты она приобретает не ради выигрыша, а потому что газеты писали об общественной значимости подобных розыгрышей. Распространение билетов среди жильцов управдом проводит в «добровольно-принудительном» порядке («А если не будут брать, отключим газ!»). Сопровождающие Варвару Сергеевну помощники так же зорко следят за поведением и бытовыми привычками обитателей дома. К примеру, наблюдательная соседка Горбункова, провожая взглядом уехавшего на такси Семёна Семёновича, по памяти воспроизводит цвет и номер автомобиля: «Бежевая „Волга“, 28-70 ОГО». По замечанию философа Дмитрия Горина, подобный «навык формируется годами».
Образ Плющ получил неоднозначные оценки как у коллег Гайдая, так и у критиков. Во время просмотра рабочих материалов члены худсовета киностудии предлагали режиссёру сократить экранное присутствие управдома, указывали, что эпизоды, где действует героиня Мордюковой, неестественны, они утяжеляют картину. Киновед Марк Зак писал после выхода «Бриллиантовой руки», что сатирическая линия, воплощать которую надлежало Варваре Сергеевне, не удалась — получился выключенный из общей стилистики фильма «тяжеловесный фельетон на тему о бдительной управдомше». По мнению Зака, более удачным является гротескный образ другого гайдаевского начальника — товарища Саахова из «Кавказской пленницы». Иное мнение высказал на страницах альманаха «Экран» киновед Дмитрий Писаревский: «И Нонна Мордюкова предстала в фильме неожиданно. Её вызывающая содрогание „общественница“ из ЖЭКа обрисована средствами тонкой, разящей сатиры».
В первой редакции фильма Варвара Сергеевна обращается к жене Горбункова с «устрашающим» предположением: «И вы знаете, я не удивлюсь, если завтра выяснится, что ваш муж тайно посещает синагогу». При сдаче фильма режиссёру было рекомендовано переозвучить эту реплику. В итоговой версии концовка фразы была заменена на «…посещает любовницу», однако по движению губ Мордюковой прочитывается изначальное слово «синагога».

### Надежда Ивановна Горбункова

Надежда Ивановна. Сцена с будильником

По признанию Нины Гребешковой, к предложению Гайдая сыграть Надежду Ивановну она поначалу отнеслась без энтузиазма. Эта роль в сценарии показалась актрисе невыразительной: «Жена Горбункова — бело-розовый зефир». Режиссёр ответил, что именно такой и должна быть супруга главного героя. В итоге появился образ правильной советской женщины. Надя Горбункова — безупречная хозяйка, заботливая мать, верная спутница жизни. Она держит на контроле все дела Семёна Семёновича, и тот воспринимает это как должное; отношения между супругами трактуются исследователями как «семейная идиллия». В постели Семён Семёнович доверчиво кладёт загипсованную руку под голову жены, а она задаёт ему трогательные вопросы: «А ты Софи Лорен видел? А кока-колу пил?».
Как вспоминала впоследствии Гребешкова, в образ Надежды Ивановны она привнесла частицу своего характера. Кроме того, ей принадлежат две небольшие находки, отсутствовавшие в сценарии. Так, реплика Нади «Шуба подождёт», произнесённая в разговоре с корреспондентом, родилась как экспромт. Эта фраза имеет непосредственное отношение к семье актрисы и режиссёра: когда у Гайдая, долго стоявшего в очереди на автомобиль, появилась возможность приобрести машину, он с согласия Гребешковой потратил на неё те деньги, что копились на покупку шубы. Вторая находка связана с попытками Нади разбудить пьяного Горбункова. По сценарию, герой должен был проснуться после того, как на него со стены упадёт картина. Однако эпизод не удавался. Тогда актриса предложила исходить из простой житейской логики: Семён Семёнович каждое утро встаёт по звонку будильника, а значит, он должен среагировать на этот сигнал. Сценаристы и режиссёр приняли идею Гребешковой.

Она — идеальная подруга советского человека. Такая, которая стопроцентно придёт в ужас от любых денежных излишков сверх зарплаты и квартальной премии. Которая демонстрирует чудеса семейной проницательности: «У тебя там не закрытый… А открытый перелом!» И которая не простит даже призрака измены: «На развод подам сама. Думаю, дети, когда вырастут, поймут меня». Вот такая советская Татьяна Ларина…

### Анна Сергеевна

Анна Сергеевна. Сцена соблазнения

В сценарии «Бриллиантовой руки» соблазнительница Анна Сергеевна представлена Незнакомкой, «от одного вида которой Механик и даже Граф замирают в немом восхищении». Имя и отчество, которое героиня Светланы Светличной получила во время съёмок, имеют, по мнению писателя Евгения Новицкого, отсылку к чеховской «Даме с собачкой» — так звали женщину, с которой у Дмитрия Гурова начались сложные отношения. С русской литературной классикой связаны и отдельные реплики Анны Сергеевны — к примеру, её восклицание «Не виноватая я!» является почти дословной цитатой из романа Льва Толстого «Воскресение», в котором Катюша Маслова произносит во время суда фразу: «Не виновата я, не виновата!» Другая отсылка к Толстому обнаруживается в момент передачи Горбункову записки с адресом гостиницы. Слова Анны Сергеевны «Я вас очень буду ждать» перекликаются с аналогичным обещанием Наташи Ростовой, адресованным Пьеру Безухову («Война и мир»): «Прощайте, граф. Я очень буду вас ждать».
Сцену, когда герой «ищет» под кроватью соблазнительницы якобы пропавшую запонку, возможно, могли бы вырезать цензоры, если бы она была снята в соответствии со сценарным замыслом: «Застигнутый врасплох Семён Семёнович подымает голову и видит перед собой картину, достойную неизвестной кисти неизвестного художника фламандской школы XVII века… Неглиже Анны Сергеевны умело подчёркивает её соблазнительнейшие формы». Согласно сценарию, атаки героини продолжаются и под кроватью; при этом Горбунков «испытывает невыносимые муки искушения». Однако в фильме в момент «соблазнения» засыпающего героя Анна Сергеевна облачена в зелёный купальник бикини:

Сексуализированное тело время от времени появлялось в кинофильмах во второй половине века. <…> Ведь нижнее бельё — не та вещь, которую следует демонстрировать. В этом фильме советская женщина (хорошая жена и мать, честный и принципиальный человек) противопоставляется «несоветской», порочной и лживой красавице блондинке с ярким макияжем, в модном халатике.— Ольга Гурова

### Другие персонажи. Озвучивание

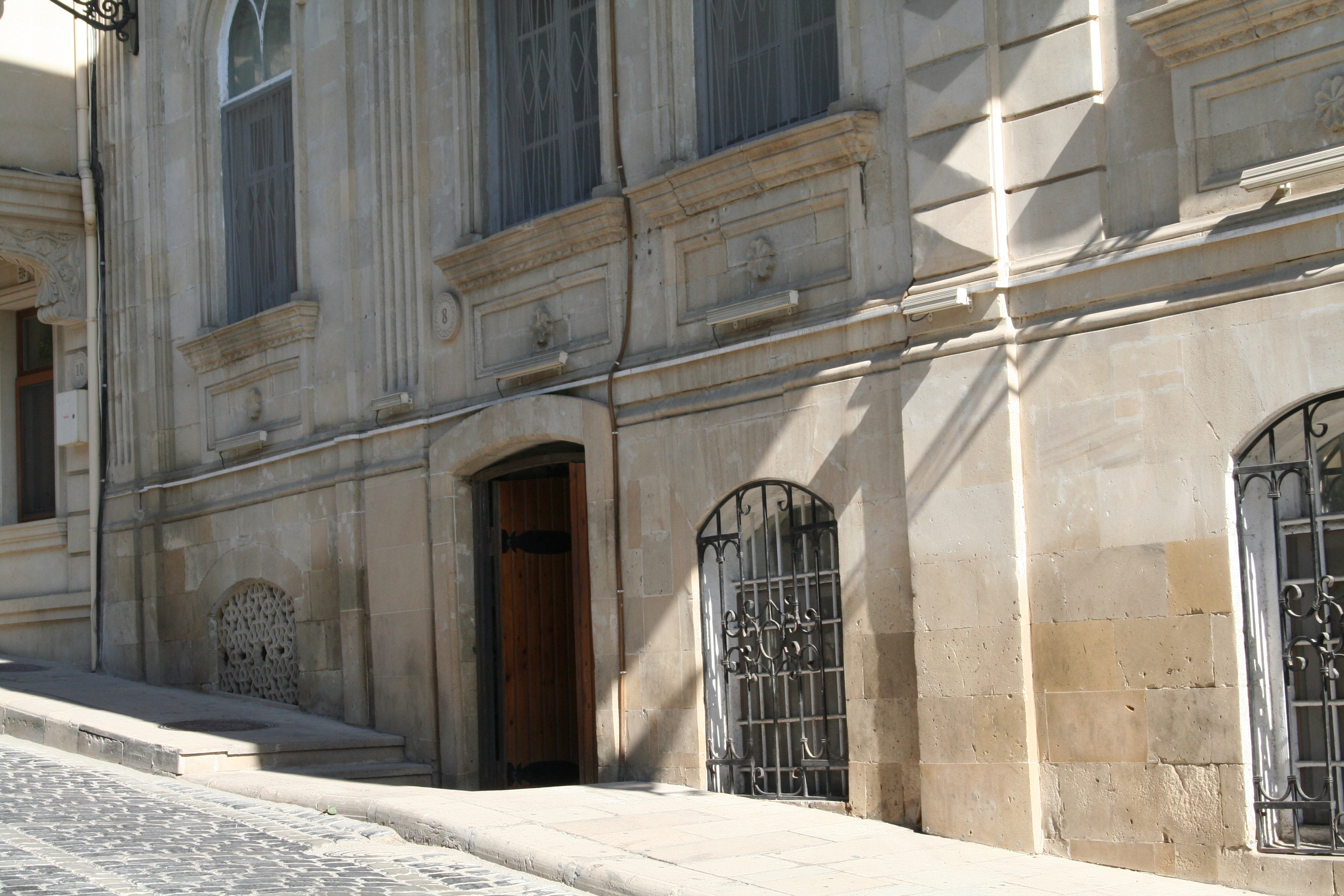
Место съёмок эпизодов «Apoteke Chikanuk» в Ичери-шехере в Баку

Передача контрабандных товаров происходит в пункте под вывеской «Apoteke Chikanuk», где работают Аптекарь и его помощник (их роли исполняли Григорий Шпигель и Леонид Каневский). Между собой контрабандисты общаются на выдуманном языке, включающем одно из самых длинных в кино слов, — оно состоит из семидесяти трёх букв: «Поркомадоннадиумбестопербакокастеладимембранасхимаринчесарвеститхамдураля» («Простите, погорячился»). Текст «иностранного» наречия был, по одной из версий, придуман Каневским; по другой — сочинён Никулиным и Гайдаем. Ругательство «мордюк», имеющее отсылку к фамилии Мордюкова, появилось в диалоге по инициативе режиссёра, недовольного проведённой накануне съёмкой с участием актрисы. Темпераментный разговор персонажей сопровождается монотонным закадровым переводом, пародирующим советскую традицию одноголосного озвучивания иностранных фильмов. Весьма экспрессивной является и жестикуляция героев; к примеру, сложенные ладони помощника Аптекаря — это характерный символ итальянцев, по смыслу близкий к фразе «Что за чушь ты говоришь!». Леонид Каневский не только создал в «Бриллиантовой руке» весьма колоритный образ контрабандиста, но и исполнил роль своеобразного дублёра Юрия Никулина. Сцена падения Горбункова на мостовую снималась многократно, но эпизод не удавался. Тогда создатели картины решили поберечь артиста, рисковавшего получить настоящую травму, для дальнейших съёмок. Вместо Никулина вполне достоверное падение совершил Каневский — именно его нога «скользит» по арбузной корке.

Михаил Иванович с наколкой

Одним из самых загадочных персонажей картины является Шеф, которого сыграл Николай Романов. Личность главы «мафиозного клана» не раскрывается почти до финальных сцен — зритель видит лишь периодически мелькающую в кадрах руку с перстнем. В заключительных эпизодах выясняется, что человек, перед которым трепещут Козодоев и Лёлик, внешне не имеет никаких признаков супермена; имя его так и остаётся неизвестным. Прослеживая периферийную сюжетную линию, связанную с легализацией клада, философ Дмитрий Горин отмечает, что она состоит из нескольких коротких эпизодов: герой Николая Романова, получив от контрабандистов зонтик с монетами, складывает их в коробку; позже, участвуя в озеленении двора, он обнаруживает клад. Легализация контрабанды происходит после появления в местной газете заметки «Клад сдан государству» и последующего банкета в ресторане, где скромный труженик открыто сообщает коллегам о намерении приобрести автомобиль «Москвич». В образе Шефа, по мнению киноведа Ксении Реутовой, присутствует пародийный намёк на одного из врагов Джеймса Бонда — Эрнста Ставро Блофельда, который в первых фильмах об агенте 007 «идентифицировался» зрителями только по руке.
Роли сотрудников милиции в фильме исполнили Станислав Чекан и Владимир Гуляев. Рецензент «Литературной газеты» Виктор Орлов отмечал в статье «Куда с вершины?» (5 марта 1969), что обоим исполнителям не хватило драматургического материала для создания интересных образов. Зато, как писал доктор искусствоведения Марк Зак, с ролью смешного атрибута (пародии на радиопередатчик) хорошо справилась пачка сигарет «Столичные», используемая милиционером в гостинице («Понял, вас понял»): «Нет ли в этой комедийной детали миниатюрного отражения фильма целиком? Обыденный герой попадает в экзотические обстоятельства и…». По мнению Валерия Баринова, придуманная Чеканом (и утверждённая Гайдаем) деталь — наколка со словом «М И Ш А» — содержит и «биографию, и силу, и мощь» Михаила Ивановича: «Рядом с таким человеком нашему герою не оторвут руку». Александр Панкратов-Чёрный рассказывал, что Чекан, обосновывая свою идею, предположил: «Может, он был подсадной уткой в лагерях».

Гость с Колымы в ресторане «Плакучая ива»

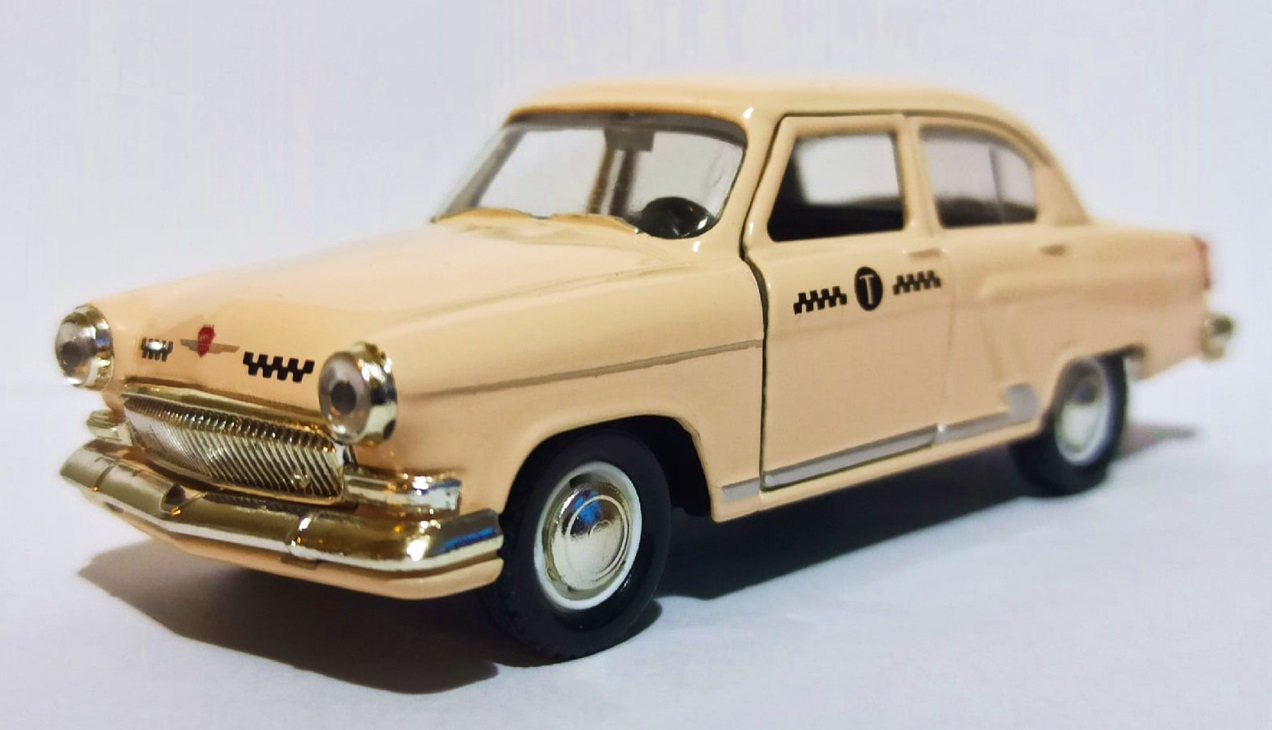
«Такси на Дубровку»: модель автомобиля ГАЗ-21 «Волга» с «шашечками»

Актёр Роман Филиппов сыграл в картине роль гостя с Колымы, который в сценарии именовался Незнакомцем и имел внушительную внешность — «массивная фигура, квадратная челюсть с бульдожьим прикусом и глубоко сидящими глазами». Сцена с его участием происходит в ресторане «Плакучая ива». Появление Незнакомца возле столика, за которым разместились Геша и Горбунков, вызывает у последнего тревогу, и Семён Семёнович отправляется звонить по условленному номеру сотрудникам милиции. Далее выясняется, что Незнакомец отнюдь не охотник за бриллиантами. Он представляется Ладыженским Евгением Николаевичем и сообщает, что обознался: «Вот усы вам — вылитый Володька Трынкин». Спустя десятилетия эксперты телепрограммы «Король эпизода» дали свои отзывы о работе Филиппова в «Бриллиантовой руке». Кинокритик Александр Шпагин отметил, что первое появление «высоченного здоровяка» вызывает оторопь и у зрителей, и у Горбункова, но по мере развития действия становится понятно, что гость с Колымы — это «типичный русский человек, подвыпивший добрый мужик». Евгений Стеблов обратил внимание на то, что персонажу, который поначалу воспринимается как бандит, на самом деле свойственна «некоторая детскость». По словам Александра Панкратова-Чёрного, реплики героев «Будете у нас на Колыме — милости просим» — «Нет, уж лучше вы к нам» давно стали афоризмами. В сценарии вместо Колымы фигурировала Камчатка.
В «Бриллиантовой руке» в качестве актёра принял участие и режиссёр. Гайдай озвучил (выводя мотив «Песенки о медведях») короткую роль лежащего на асфальте выпивохи, которого видит отправившийся в булочную Горбунков. Кроме того, режиссёру принадлежит рука, преследующая Гешу Козодоева в его кошмарном сне.
Некоторые роли в картине озвучены другими актёрами. Дочка Горбункова говорит голосом Клары Румяновой. Почти все реплики Анны Сергеевны (кроме фразы «Не виноватая я, он сам пришёл!») за Светличную произносит Зоя Толбузина. Для записи голоса Шефа был приглашён Константин Тыртов.

## Элементы пародии. Киноцитаты

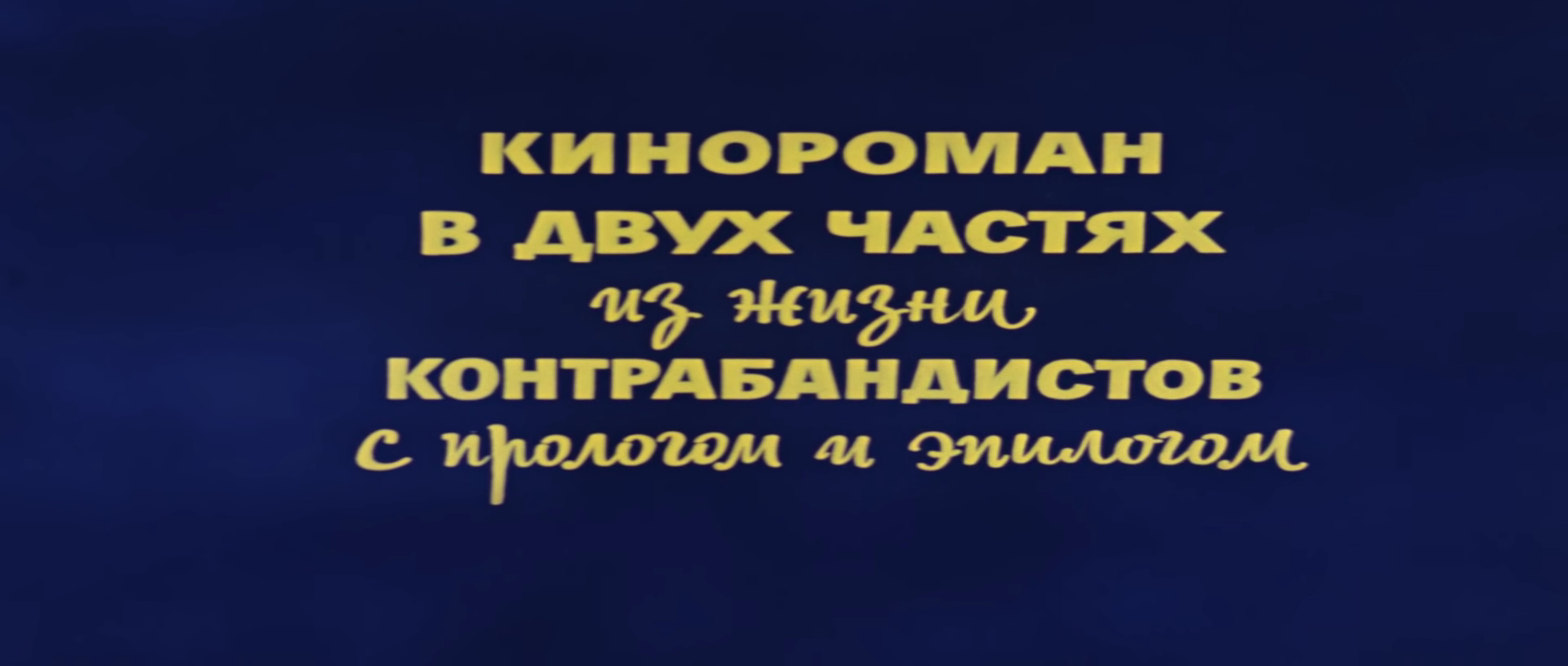
Титры фильма

Вступительная заставка односерийного фильма содержит подзаголовок: «Кинороман в двух частях из жизни контрабандистов с прологом и эпилогом». Эта надпись, по мнению кинорежиссёра Ивана Фролова, свидетельствует о намерении создателей картины представить зрителям пародию на детектив. Слово «пародия» применительно к «Бриллиантовой руке» используют и другие исследователи. Так, киноведы Анатолий Волков и Наталья Милосердова называют картину Гайдая «изящной пародией», писатель Евгений Новицкий — «искромётной пародией на все мыслимые жанры».
Добиваясь комического эффекта, создатели ленты воспроизводят характерные черты как советских, так и зарубежных кинопроизведений. К примеру, эпизод, когда Геша и напевающий «Летять утки» Лёлик сидят над картой, разрабатывая план операции «Дичь», перекликается со сценой из фильма «Чапаев», в которой главный герой под песню «Чёрный ворон» рисует карандашом схему сражения и одновременно обменивается репликами с Петькой. Начальная сцена, в которой Лёлик (Анатолий Папанов) провожает Гешу в заграничную поездку, пародирует сцену прощания комбрига Серпилина (также в исполнении Папанова) с Синцовым в фильме Алексея Столпера «Живые и мёртвые». Ряд деталей в «Бриллиантовой руке» имеет отсылку к «бондиане» — речь идёт и о выданном Горбункову пистолете «Беретта», похожем на тот, которым поначалу владел агент 007; и о вертолёте, поднимающем машину в воздух (подобная сцена есть в пятом фильме о Джеймсе Бонде «Живёшь только дважды»); и о Шефе, который, как и персонаж Яна Флеминга Эрнст Ставро Блофельд, опознаётся зрителями только по руке. По мнению киноведа Сергея Добротворского, фраза Козодоева о том, что ему «надо позвонить мамочке», произнесённая в ресторане «Плакучая ива», является «прямой цитатой» из шпионского триллера Альфреда Хичкока «К северу через северо-запад». Критик Денис Горелов обнаруживает в «Бриллиантовой руке» пересечение с комедией Жерара Ури «Разиня» и считает, что «история твёрдого обывателя, стойко перенёсшего искушение жёлтым дьяволом, кока-колой и перламутровыми пуговицами, согнутого, но не сломленного зелёным змием, была абсолютно международной». Киновед Елена Бауман увязывала трюковые сцены в гайдаевской ленте с аналогичными приёмами в картинах Андре Юнебеля о Фантомасе, которые в 1960-х годах с успехом шли в советских кинотеатрах.

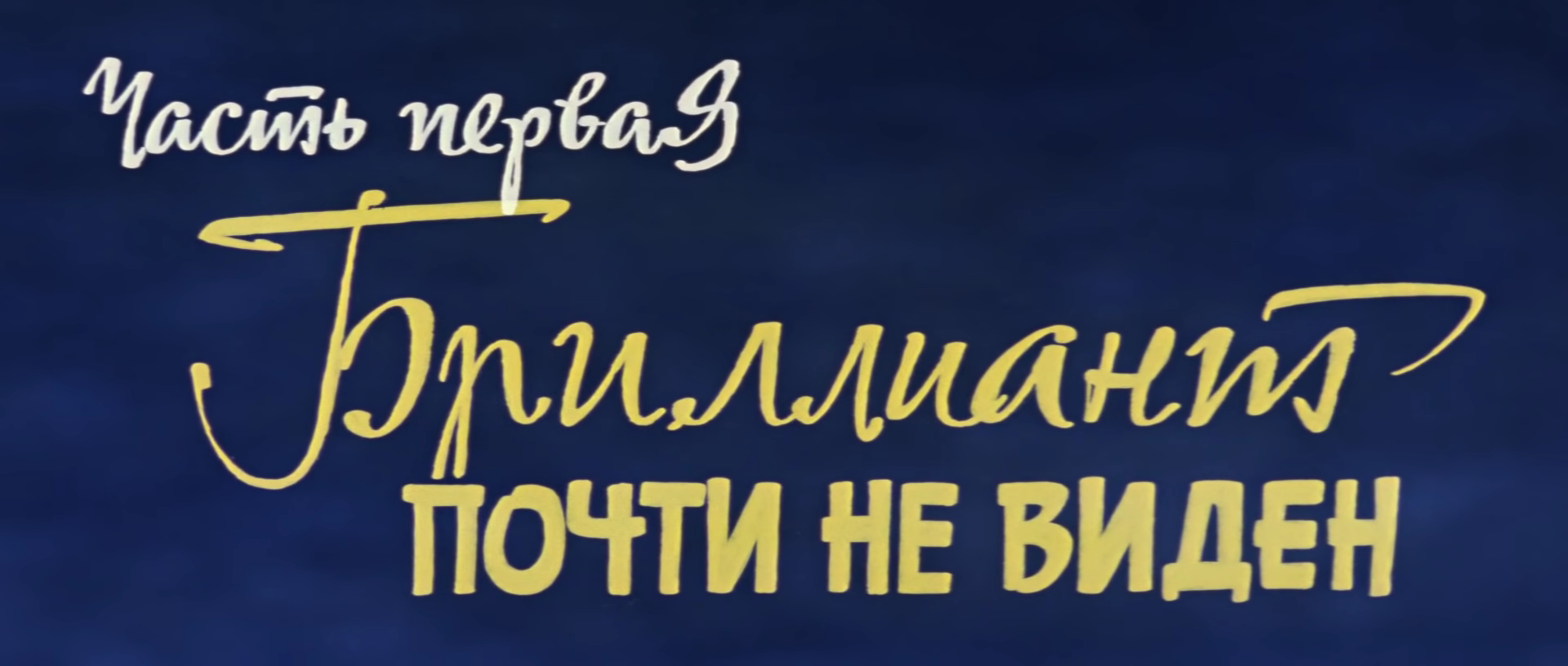
Титры фильма

Как замечает музыковед Ангелина Алпатова, даже звучащие в «Бриллиантовой руке» песни с упоминаемыми в них несчастными дикарями, «дубами-колдунами» и «волшебной трын-травой» являются своеобразной «пародией на архаику» — этот художественный приём используется кинематографистами для того, чтобы с помощью отсылок к древности изобличать пороки современного общества. Элемент пародии внесён создателями картины и в титры: так, «идеологически диверсионное» (определение Сергея Кудрявцева) название первой серии — «Бриллиант почти не виден» — явным образом перекликается с названием шпионского детектива «„Сатурн“ почти не виден», написанного лауреатом премии КГБ СССР Василием Ардаматским. Доктор искусствоведения Марк Зак отмечал, что ассоциативных связей в фильме достаточно много, — он припомнил, в том числе, «древнюю притчу о прохожем и арбузной корке», послужившей фактической завязкой к сюжету.
Однако не все критики трактовали фильм как пародию. Так, Елена Бауман в статье о творчестве Гайдая писала, что «„Бриллиантовая рука“ стала не пародией, а, скорее, ещё одним в ряду модных тогда фильмов с криминальным сюжетом, только решённым в комедийном жанре». По словам Бауман, создатели картины просто воспроизвели некоторые «примелькавшиеся приёмы» и предложили их зрителям «без всякой иронии или самоиронии». Другой рецензент — Иван Фролов — упоминал, что пародия как художественный приём давалась Гайдаю особенно трудно, и её элементов в ленте сравнительно немного:

Гайдай, очевидно, понимал эту свою слабость и поэтому не столько высмеивал через пародию шаблоны и штампы современной литературы и кинодетективы, сколько расцвечивал криминальный сюжет более лёгкими для него эксцентрическими номерами. В результате в фильме смешались все виды и поджанры комического, — получился забавный, смешной детектив в типично гайдаевской эксцентрической манере.— Иван Фролов

## Музыка, песни, звуковые эффекты
Интерес к необычным звуковым эффектам, порой напоминающим «акустический абсурд», у Гайдая проявился ещё во время работы над картиной «Деловые люди» (1962). К примеру, в сцене, где Сэм трясёт «вождя краснокожих», раздаётся металлический перезвон, как будто мальчик наполнен чем-то мелким и твёрдым. Подобная звуковая эксцентрика присутствует и в других лентах режиссёра, в том числе в «Бриллиантовой руке». В этой картине в роли шумооформителя выступил композитор Александр Зацепин. Он не только сочинил музыку для фильма, но и записал закадровые шумы с помощью свистулек, трещоток и других подручных средств, а также озвучил титры «акустическими коллажами». В «Бриллиантовой руке» для получения новых, оригинальных эффектов применялся самодельный ревербератор, с помощью которого в некоторых сценах возникал «психоделический эффект». Идея использования этого устройства принадлежала звукорежиссёру Виктору Бабушкину.
Намёки на ограниченность социального кода этой системы можно увидеть в песне про «Остров невезения», прозвучавшей в «Бриллиантовой руке» в исполнении Андрея Миронова. Причина всех неудач бедных дикарей, живущих на этом «Острове», известна — это «понедельники».
Изначально Гайдай планировал включить в «Бриллиантовую руку» две песни: одну из них, по сценарию, пел Горбунков в ресторане, другая должна была звучать фоном в гостиничном номере во время танца Анны Сергеевны. Зацепин написал музыку для обоих произведений. Мотив припева песни «Про зайцев» был найден композитором во время бритья электробритвой. С текстом для этой песни, исполняемой Юрием Никулиным, возникли проблемы, потому что её основная тема была изложена поэту Леониду Дербенёву невнятно: «Он [Горбунков], конечно, не трус, но вместе с тем он и советский человек». Дербенёв сочинил «Песню простого советского человека» (так она называлась в сценарии), начинавшуюся словами: «Пусть я пороха и не выдумал, пусть Америки не открыл вовек…» По воспоминаниям Александра Зацепина, его как композитора не устроил этот вариант, потому что в его мелодии был заложен иной посыл. После недолгих дискуссий автор текстов предложил создателям фильма «Песню про зайцев» с лейтмотивом «А нам всё равно». Литературовед Илья Кукулин называет песню «Про зайцев» одним из первых публичных высказываний о процветавшем в ту эпоху цинизме, игравшем роль «мощного механизма защиты от давления властей и общества». Опасная острота этого высказывания в глазах цензоров сглаживалась модальностью добродушной насмешки.
Вторая из песен — танго «Помоги мне» — сочинялась как пародия на чужеземные нравы. Её записала Аида Ведищева, соло на саксофоне исполнил Георгий Гаранян, соло на тромбоне — Константин Бахолдин. В тот момент, когда у засыпающего в гостиничном номере Горбункова лица стоящих в дверях людей стали превращаться в блики, добавилась реверберация, усиливающая «психоделический эффект» сцены.
Третья песня — «Остров невезения» — появилась в «Бриллиантовой руке» внепланово. Леонид Дербенёв принёс Зацепину стихотворный набросок, в котором «всё было построено на звуках»: «Весь покрытый зеленью, абсолютно весь…» Композитор переложил текст на музыку и показал эту версию Гайдаю, который поначалу воспротивился: «У меня нет места для третьей песни». Однако в порядке эксперимента песня под названием «Остров невезения» была всё-таки представлена Андреем Мироновым, который дома отрепетировал танец и придумал нюансы: «Ба-ба-ба-ба!», «На лицо узасные». Впоследствии режиссёр, невзирая на претензии худсовета, сумел включить в картину этот «вставной концертный номер», не связанный напрямую с сюжетом.
Во время съёмок, по воспоминаниям Зацепина, Миронов и Никулин иногда спорили о том, какая из песен — «Про зайцев» или «Остров невезения» — ярче и интереснее. «А какая песня — Андрея или Юры — стала популярнее, я даже не знаю», признавался композитор. Ему пришлось решать и нетривиальные музыкальные задачи. Продолжительность сцены рыбалки у Белой скалы составляла 3 минуты 5 секунд, и изначально к ней была написана лирическая мелодия. В процессе обсуждения рабочих материалов члены худсовета предъявили претензии к длительности эпизода и предложили его сократить. Гайдай, не желая жертвовать кадрами, попросил Зацепина сделать музыкальный фон более динамичным. Уловка сработала, и при повторном показе вопросов у принимающей комиссии не возникло.

## Отзывы и рецензии
Представители прессы начали проявлять интерес к «Бриллиантовой руке» задолго до выхода фильма: Гайдай и Никулин рассказывали в интервью журналистам (газета «Известия» от 19 марта 1968 года) о новой работе на этапе подбора актёров; «Советский экран» анонсировал фильм ещё в феврале; в августе киновед Лариса Ягункова подготовила для этого журнала репортаж со съёмочной площадки; в «Искусство кино» был опубликован сценарий.
Сам фильм получил много откликов, среди них было немало отрицательных. Так, Виктор Орлов («Литературная газета» от 5 марта 1969 года) в статье «Куда с вершины?» указывал на большое количество «внутренних пустот», которые заретушированы беготнёй, погонями, трюками, общим стремительным темпом ленты. По словам рецензента, от трюков Леонида Гайдая «начинает попахивать старой цирковой мукой (клоуны друг друга обсыпают)», и сцена, когда мальчик стреляет в лицо Геше мороженым, напоминает давние цирковые репризы Бима и Бома. Корреспондент «Комсомольской правды» К. Щербаков (номер от 6 апреля 1969 года) отмечал в обзорном материале, что имеющий «зачатки живого характера» герой Никулина существует в иной эстетической области, чем персонаж Миронова. Трюки и эксцентрика, по мнению автора публикации, вообще отделены от личности Горбункова, не совпадают с его образом. Художественным приёмам, удачно использовавшимся в «Кавказской пленнице», в новой ленте Гайдая не нашлось места, и режиссёр не предложил им адекватной замены.
Достаточно резко высказался в адрес создателей «Бриллиантовой руки» режиссёр Марк Розовский, написавший на страницах «Советской культуры» (6 мая 1969 года) о том, что «старые, отжившие приёмы Гайдай старается перепродать нам как новые». К числу слабых сцен Розовский отнёс ресторанную драку и песню, исполняемую Семёном Семёновичем с эстрады, зато эпизод с механизмами на автомойке признал выигрышным. О контрабандистах автор публикации отозвался так: «Вот уж действительно парад моральных уродов!» Автор книги «В лучах эксцентрики» кинорежиссёр Иван Фролов основной неудачей «Бриллиантовой руки» назвал Горбункова, заметив при этом, что слабость героя идёт не только от актёрской игры, но и от сценарного замысла. Отзывчивый и доверчивый Семён Семёнович напоминает Шурика из прежних лент Гайдая; разница между ними в том, что герой Александра Демьяненко, попадая в сложные обстоятельства, внутренне растёт, тогда как Горбунков «не развивается, но претендует на новый, оригинальный образ». В целом же персонаж Юрия Никулина «так и остался Балбесом», считает Фролов.
Автор статьи журнала «Советский экран» М. Кузнецов обратил внимание на трюки «не самого высокого вкуса» — к ним рецензент отнёс, к примеру, сцену с рыболовным крючком, снимающим трусы с «аквалангиста» Лёлика. На явную условность истории, в которой драгоценности ввозятся в СССР (а не наоборот), указывал киновед Денис Горелов: «Что она [сеть контрабандистов] рассчитывала получить взамен? Пляжный ансамбль „мини-бикини-69“ или автомашину „Москвич“?». Иную точку зрения представил в статье альманаха «Экран» киновед Дмитрий Писаревский, назвавший «Бриллиантовую руку» удачным «экспериментом синтеза жанров»:

Конечно, это типично развлекательный фильм. В нём меньше элементов сатиры, чем, скажем, в «Кавказской пленнице». И любители повторять, что «комедия — дело серьёзное», не преминули упрекнуть в этом авторов. Но большинство зрителей <…> получили на этой картине хорошую зарядку бодрости и веселья. Радует, что мы <…> научились ставить такие картины с блеском и размахом, которым могут позавидовать де Фюнес с Бурвилем.— Дмитрий Писаревский

## Актуальность

Памятник Горбункову и его семье в Сочи

Памятник Геше в Новороссийске

Свидетельством того, что интерес к фильму сохраняется спустя десятилетия после его выхода на экран, стали данные опросов общественного мнения. В 1995 году, к столетию со дня рождения кинематографа, один из федеральных каналов провёл опрос российских зрителей. Социальное исследование показало, что «Бриллиантовая рука» лидирует у опрошенной аудитории с большим отрывом среди всех отечественных комедий. Статистика кинопроката подтверждает, что эта картина является самой кассовой среди комедий Гайдая и занимает по количеству зрителей в первый год показа третье место среди всех советских фильмов.
В сентябре 2019 года ВЦИОМ провёл опрос среди населения об идеальном политическом лидере. В список наиболее симпатичных зрителям киногероев вошёл и Семён Семёнович Горбунков, уступивший в этом рейтинге Штирлицу, профессору Преображенскому и некоторым другим персонажам.
Реплики персонажей ленты пополнили словари современных афоризмов и крылатых выражений, они используются в бытовом общении и публицистике. Так, фраза Анны Сергеевны «Не виноватая я, он сам пришёл» появляется в диалогах, когда нужно оправдаться за не совершённый неприглядный поступок. Слова Геши «Руссо туристо, облико морале», произнесённые героем при общении со «жрицей любви», нередко употребляются в качестве шутливой характеристики человека. В бытовое общение ушли такие реплики, как «Береги руку, Сеня», «Если человек идиот — это надолго», «Я не трус. Но я боюсь», «Стамбул — город контрастов», «Чтоб ты жил на одну зарплату!», «А у нас управдом — друг человека», «Буду бить аккуратно, но сильно», «Наши люди в булочную на такси не ездят», «За чужой счёт пьют даже трезвенники и язвенники», «Усегда готов», «О, мне надо позвонить мамочке», «Ты зачем усы сбрил, дурик?», «Достаточно одной таблэтки», «У вас ус отклеился», «Чтоб я видел тебя в гробу в белых тапках!», «Спокойно, Козлодоев! Сядем усе!» и другие. В исследовании городского фольклора, опубликованном Российским гуманитарным университетом в 2003 году, отмечается, что «Бриллиантовая рука» привнесла в фонд разговорной речи более двухсот киноцитат.
В 2010 году в городе Сочи был открыт памятник героям фильма (скульпторы Вячеслав Звонов и Александр Бутаев). Композиция воспроизводит сцену прощания Горбункова, отправляющегося в зарубежный круиз, со своей семьёй. В том же году памятник одному из персонажей комедии — Геше Козодоеву — был установлен в Новороссийске (автор композиции — Дмитрий Лынгин).

## Над фильмом работали
В главных ролях:
| Актёр               | Роль                              |
| ------------------- | --------------------------------- |
| Юрий Никулин        | Семён Семёнович Горбунков         |
| Нина Гребешкова     | Надежда Ивановна, жена Горбункова |
| Анатолий Папанов    | Лёлик                             |
| Андрей Миронов      | Геннадий Петрович Козодоев (Геша) |
| Станислав Чекан     | Михаил Иванович, капитан милиции  |
| Нонна Мордюкова     | Варвара Сергеевна Плющ, управдом  |
| Светлана Светличная | Анна Сергеевна, соблазнительница  |
| Владимир Гуляев     | Володя, лейтенант милиции         |

Во вторых ролях и эпизодах:
| Актёр               | Роль                                                  |
| ------------------- | ----------------------------------------------------- |
| Евгения Мельникова  | Марья Николаевна, старушка                            |
| Николай Романов     | Шеф                                                   |
| Григорий Шпигель    | контрабандист-иностранец                              |
| Леонид Каневский    | контрабандист-иностранец                              |
| Андрей Файт         | продавец лотерейных билетов                           |
| Виктория Островская | проститутка в восточном городе                        |
| Серафима Холина     | ведущая показа мод                                    |
| Татьяна Никулина    | руководитель туристской группы                        |
| Роман Филиппов      | Евгений Николаевич Ладыжинский                        |
| Николай Трофимов    | полковник милиции                                     |
| Аполлон Ячницкий    | Николай Иванович, экскурсовод в восточном городе      |
| Лев Поляков         | капитан теплохода «Михаил Светлов»                    |
| Герман Качин        | журналист-радиорепортер в порту                       |
| Игорь Ясулович      | Виктор Николаевич, собаковод                          |
| Александр Хвыля     | Борис Савельевич, метрдотель ресторана «Плакучая ива» |
| Георгий Светлани    | старик-общественник                                   |
| Александр Козубский | Феденька, официант в ресторане                        |
| Валерий Куприянов   | сержант милиции                                       |
| Виктор Уральский    | старшина милиции                                      |
| Иван Василенко      | контрабандист в очках                                 |
| Иван Жеваго         | таможенник                                            |
| Курбан Мазанов      | регулировщик в восточном городе                       |
| Саша Лисютина       | дочь Горбункова                                       |
| Митя Николаев       | Максим Горбунков, сын Горбункова                      |
| Максим Никулин      | мальчик с сачком (нет в титрах)                       |
| Леонид Плешаков     | бородач (нет в титрах)                                |
| Леонид Гайдай       | пьяница в подворотне (нет в титрах)                   |

Съёмочная группа:
| Роль                            | Имя                                                |
| ------------------------------- | -------------------------------------------------- |
| Авторы сценария                 | Морис Слободской, Яков Костюковский, Леонид Гайдай |
| Режиссёр-постановщик            | Леонид Гайдай                                      |
| Оператор-постановщик            | Игорь Черных                                       |
| Художник-постановщик            | Феликс Ясюкевич                                    |
| Композитор                      | Александр Зацепин                                  |
| Звукооператор                   | Евгения Индлина                                    |
| Дирижёр                         | Эмин Хачатурян                                     |
| Текст песен                     | Леонид Дербенёв                                    |
| Режиссёры                       | А. Голованов, М. Колдобская                        |
| Оператор                        | Т. Гришин                                          |
| Художник                        | А. Макаров                                         |
| Художник по костюмам            | К. Савицкий                                        |
| Монтажёр                        | Валентина Янковская                                |
| Художник-гримёр                 | М. Чиглякова                                       |
| Ассистенты режиссёра            | А. Бродский, Е. Гальковская                        |
| Ассистенты оператора            | Ю. Епишин, В. Львов                                |
| Режиссёр-стажёр                 | А. Касымов                                         |
| Оператор комбинированных съёмок | Всеволод Якубович                                  |
| Художник комбинированных съёмок | Н. Звонарёв                                        |
| Редактор                        | А. Степанов                                        |
| Музыкальный редактор            | Раиса Лукина                                       |
| Директор картины                | Аркадий Ашкинази                                   |

### Комментарии
1. ↑  Фамилия Плющ фигурирует в сцене с плакатом, извещающим о товарищеском суде «над „пьяницей, дебоширом и морально-бытовым разложенцем“», где она упоминается в качестве «общественного обвинителя», а также в финальных титрах (лектор на плакате «Собака — друг человека»).
2. ↑  Клара Лучко также пробовалась на роль Анны Сергеевны, а Ия Саввина — на роль Варвары Сергеевны Плющ[22].
3. ↑  Леонид Гайдай был поклонником поэтического творчества Михаила Светлова[30].
4. ↑  Тираж фильма «Бриллиантовая рука» занимает по количеству копий третье место в истории кинопроката СССР[60].
5. ↑  Автомобильный номер на такси — «28-70 ОГО» — является бутафорским и сделан с юмором: серия ОГ принадлежала Оренбургской области и дошла только до ОГЕ, а 28 руб. 70 коп. — цена поллитровой бутылки водки «Московская» до реформы 1961 года[89][90].
6. ↑  В своих воспоминаниях Каневский сообщает, что во фразе «Берези́на комани́» зашифрована фамилия его будущей супруги Анны Березиной, за которой он ухаживал во время съёмок фильма[96].
7. ↑  Авторы ряда источников связывают слово «Колыма» с лагерными мотивами, «зловещий смысл которых облегчается юмористическим жанром»[113].
8. ↑  Володька Трынкин — одноклассник Леонида Гайдая[96].

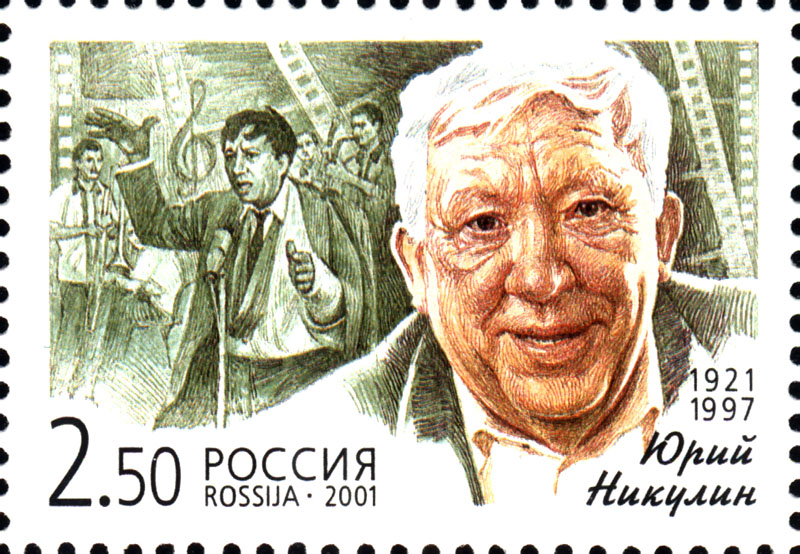
Юрий Никулин в фильме «Бриллиантовая рука». Почтовая марка России, 2001 год

9. 1 2  Список актёров и названия ролей основаны на титрах фильма. Описания ролей — по киноведческим источникам[2][151].
10. ↑  Согласно титрам фильма и киноведческим источникам[2].